# مایت لیزاسو
مایت لیزاسو (انگلیسی: Maite Lizaso؛ زادهٔ ۲۵ اکتبر ۱۹۸۳) بازیکن فوتبال اهل اسپانیا است.
از باشگاه‌هایی که در آن بازی کرده‌است می‌توان به باشگاه فوتبال زنان رئال سوسیداد اشاره کرد.
وی همچنین در تیم ملی فوتبال Basque Country بازی کرده‌است.